# Ionuț Larie
Ionuț Justinian Larie (sinh ngày 16 tháng 1 năm 1987) là một cầu thủ bóng đá người România thi đấu cho FCSB ở vị trí trung vệ.

## Thống kê sự nghiệp

### Câu lạc bộ
Tính đến 1 tháng 3 năm 2018
| Câu lạc bộ                | Mùa giải            | Giải vô địch | Giải vô địch | Cúp     | Cúp       | Cúp Liên đoàn | Cúp Liên đoàn | Châu Âu | Châu Âu   | Khác    | Khác      | Tổng cộng | Tổng cộng | Tổng cộng |
| Câu lạc bộ                | Mùa giải            | Số trận      | Bàn thắng    | Số trận | Bàn thắng | Số trận       | Bàn thắng     | Số trận | Bàn thắng | Số trận | Bàn thắng | Số trận   | Bàn thắng |           |
| ------------------------- | ------------------- | ------------ | ------------ | ------- | --------- | ------------- | ------------- | ------- | --------- | ------- | --------- | --------- | --------- | --------- |
| Portul Constanța          | 2005–06             | 15           | 1            | 0       | 0         | –             | –             | –       | –         | –       | –         | 15        | 1         |           |
| Tổng cộng                 | Tổng cộng           | 15           | 1            | –       | –         | –             | –             | –       | –         | –       | –         | 15        | 1         |           |
| Farul Constanța           | 2005–06             | 1            | 0            | 0       | 0         | –             | –             | –       | –         | –       | –         | 1         | 0         |           |
| Farul Constanța           | 2006–07             | 3            | 0            | 0       | 0         | –             | –             | 0       | 0         | –       | –         | 3         | 0         |           |
| Farul Constanța           | 2007–08             | 4            | 0            | 0       | 0         | –             | –             | –       | –         | –       | –         | 4         | 0         |           |
| Farul Constanța           | 2008–09             | 6            | 0            | –       | –         | –             | –             | –       | –         | –       | –         | 6         | 0         |           |
| Farul Constanța           | 2009–10             | 8            | 0            | –       | –         | –             | –             | –       | –         | –       | –         | 8         | 0         |           |
| Tổng cộng                 | Tổng cộng           | 22           | 0            | 0       | 0         | –             | –             | 0       | 0         | –       | –         | 22        | 0         |           |
| CSM Râmnicu Vâlcea (mượn) | 2007–08             | 10           | 0            | –       | –         | –             | –             | –       | –         | –       | –         | 10        | 0         |           |
| Tổng cộng                 | Tổng cộng           | 10           | 0            | –       | –         | –             | –             | –       | –         | –       | –         | 10        | 0         |           |
| Delta Tulcea (mượn)       | 2008–09             | ?            | ?            | 0       | 0         | –             | –             | –       | –         | –       | –         | ?         | ?         |           |
| Delta Tulcea (mượn)       | 2009–10             | ?            | ?            | 0       | 0         | –             | –             | –       | –         | –       | –         | ?         | ?         |           |
| Tổng cộng                 | Tổng cộng           | 25           | 2            | 0       | 0         | –             | –             | –       | –         | –       | –         | 25        | 2         |           |
| Viitorul Constanța        | 2010–11             | 30           | 1            | 1       | 0         | –             | –             | –       | –         | –       | –         | 31        | 1         |           |
| Viitorul Constanța        | 2011–12             | 24           | 1            | 1       | 0         | –             | –             | –       | –         | –       | –         | 25        | 1         |           |
| Viitorul Constanța        | 2012–13             | 30           | 1            | 0       | 0         | –             | –             | –       | –         | –       | –         | 30        | 1         |           |
| Viitorul Constanța        | 2013–14             | 27           | 3            | 3       | 0         | –             | –             | –       | –         | –       | –         | 30        | 3         |           |
| Tổng cộng                 | Tổng cộng           | 111          | 6            | 5       | 0         | –             | –             | –       | –         | –       | –         | 116       | 6         |           |
| CFR Cluj                  | 2014–15             | 32           | 2            | 5       | 0         | 0             | 0             | 4       | 0         | –       | –         | 41        | 2         |           |
| CFR Cluj                  | 2015–16             | 34           | 1            | 4       | 0         | 1             | 0             | –       | –         | –       | –         | 39        | 1         |           |
| CFR Cluj                  | 2016–17             | 36           | 2            | 2       | 0         | 2             | 0             | –       | –         | 1       | 0         | 41        | 2         |           |
| Tổng cộng                 | Tổng cộng           | 102          | 5            | 11      | 0         | 3             | 0             | 4       | 0         | 1       | 0         | 121       | 5         |           |
| FCSB                      | 2017–18             | 15           | 1            | 3       | 0         | –             | –             | 6       | 0         | –       | –         | 24        | 1         |           |
| Tổng cộng                 | Tổng cộng           | 15           | 1            | 3       | 0         | –             | –             | 6       | 0         | –       | –         | 24        | 1         |           |
| Tổng cộng sự nghiệp       | Tổng cộng sự nghiệp | 300          | 15           | 19      | 0         | 3             | 0             | 10      | 0         | 1       | 0         | 333       | 15        |           |

## Danh hiệu

### Câu lạc bộ
CFR Cluj
- Cúp bóng đá România: 2015–16